# Marta Bechis
Marta Bechis (ur. 4 września 1989 w Turynie) – włoska siatkarka grająca na pozycji rozgrywającej, reprezentantka Włoch.

## Sukcesy klubowe
Mistrzostwo Włoch:
- 2018, 2019
- 2009
- 2007, 2014

Liga Mistrzyń:
- 2019
- 2008, 2018

Puchar CEV:
- 2009

Superpuchar Włoch:
- 2018

## Sukcesy reprezentacyjne
Puchar Piemonte:
- 2010